# Bruinisse

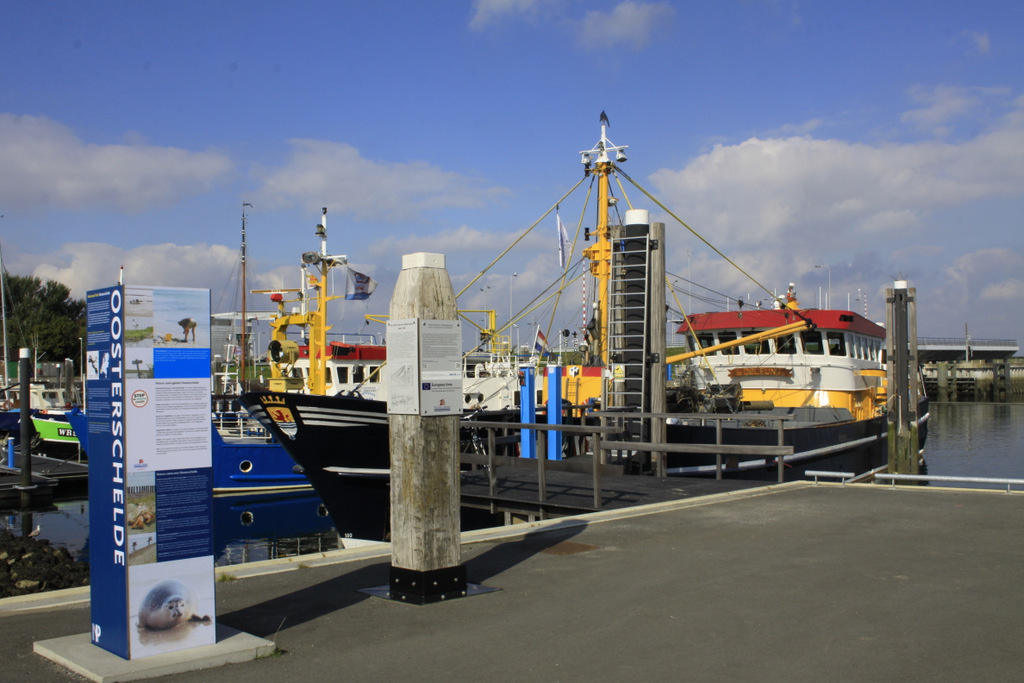
Bruinisse: il porto

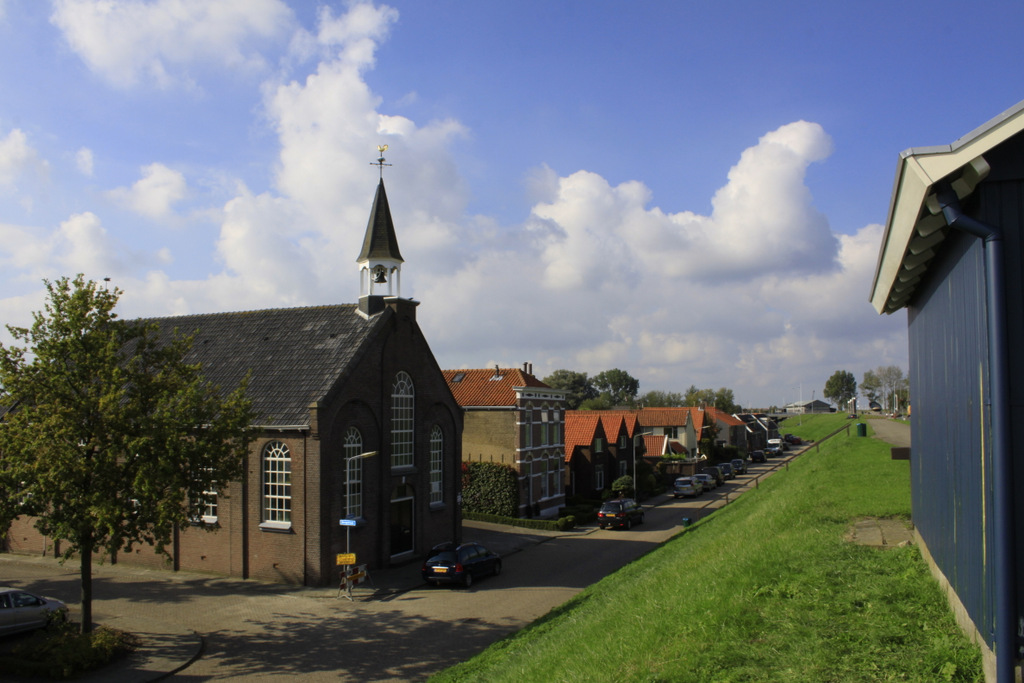
Bruinisse: edifici lungo la Noorddijk

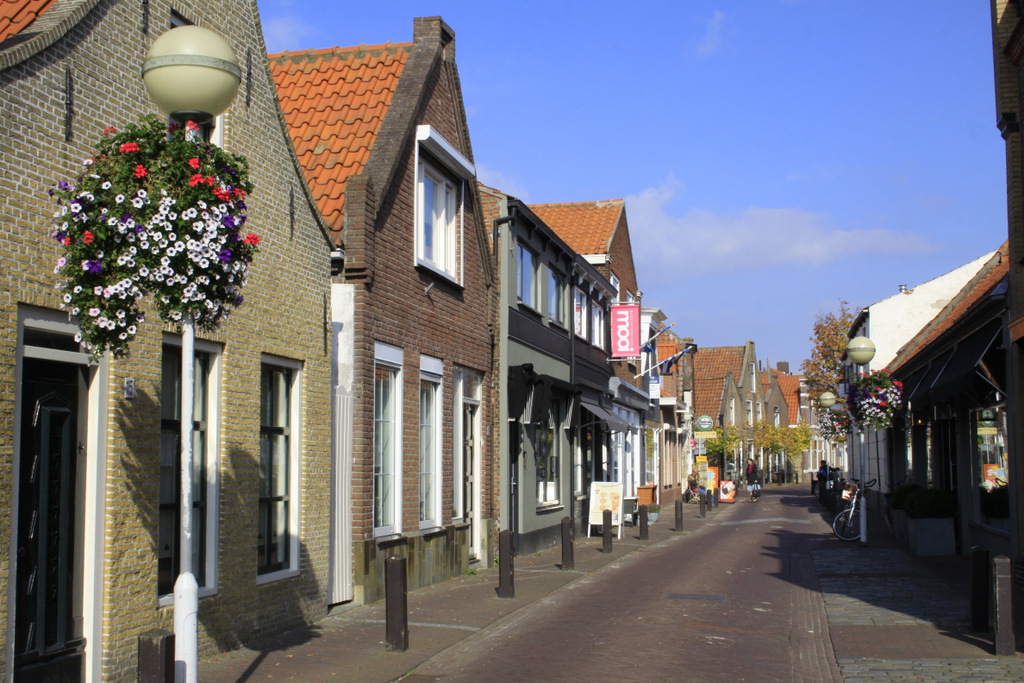
Via di Bruinisse

Bruinisse (in zelandese: Brunissse, abbreviato comunemente in Bru; 4.000 abitanti ca.) è una località della costa sud-occidentale dei Paesi Bassi, facente parte della provincia della Zelanda e situata nella penisola (ed ex-isola) di Duiveland (parte dell'attuale isola di Schouwen-Duiveland). Dal punto di vista amministrativo, si tratta di un ex-comune,  accorpato dal 1997 alla municipalità di Schouwen-Duiveland.
La località è un centro per gli sport acquatici.

## Etimologia
Il nome si compone probabilmente dal medio olandese bru o bruy, che significa "concime", e dal termine nisse, che significa "terra che esce dall'acqua".

## Geografia fisica

### Collocazione
Bruinisse si trova nell'estremità orientale della penisola di Duiveland, a sud-ovest di Brouwershaven e ad est di Zierikzee . È la prima località che si incontra giungendo in Zelanda dal Randstad attraverso la penisola di Goeree-Overflakkee.

### Suddivisione amministrativa

#### Buurtschappen
- Zijpe[1]

## Società

### Evoluzione demografica
Al censimento del 31 dicembre 2013, Bruinisse contava una popolazione pari a 3.913 abitanti. (tra cui 1.983 donne e 1.930 uomini). Al 1º gennaio dello stesso anno, ne contava invece 3.987, mentre nel 1997 ne contava 3.668.

## Storia
In origine, il villaggio era una piccola isola: quest'isoletta fu collegata alla terraferma da una diga nel 1468.
In seguito, fu fondato da Anna di Borgogna e dal suo secondo marito Adolf van Kleef il villaggio vero e proprio.
Nel 1470 fu dato il via libera dall'abate di Middelburg per la costruzione di una chiesa in loco.
|  |

Nel corso della seconda guerra mondiale, Bruinisse subì gravi danni e gli edifici andati distrutti, tra cui la chiesa del 1467 e il mulino De Zwaluw (risalente al 1866), non furono in seguito ricostruiti. Tra le principali azioni belliche vi fu il bombardamento alleato del 5 gennaio 1945.
La località fu in seguito colpita dall'alluvione del 1953.
Undici anni dopo, in seno ai lavori per il Piano Delta, Bruinisse fu collegata, insieme al resto della penisola di Schouwen-Duiveland, dalla Grevelingendam alla penisola di Goeree-Overflakkee.

## Stemma
Lo stemma di Bruinisse presenta i colori bianco e nero derivati dallo stemma del Duiveland e un cervo di colore rosso, simboli del signore locale Paulus van Hertsbeke (1566-1611).

## Architettura
Bruinisse conta appena 2 edifici classificati come rijksmonumenten.

### Edifici e luoghi d'interesse
- Chiesa protestante, risalente al 1868[1][6]
- Kerk van de Gereformeerde Gemeenten in Nederland ("Chiesa dei comuni protestanti dei Paesi Bassi"), risalente al 1950[1]
- Oudheidkamer Bruinisse[1][7]
- Visserijmuseum, museo della pesca[1][8]
- Aqua Delta, parco acquatico situato poco fuori del villaggio[1][5]

## Feste & Eventi
- Winterfeest (nei fine settimana di marzo)[1]
- Bru's Oranje Comité[1]
- Visserijdagen[1]